# سیارک ۷۲۹۰
سیارک ۷۲۹۰ (به انگلیسی: 7290 Johnrather، نامگذاری:1991JY1) هفت هزار و دویست و نودمین سیارک کشف شده‌است که در ۱۱ مه ۱۹۹۱ کشف شد.
قدر مطلق سیارک برابر ۱۲٫۵۰ است.